# Deux Qiao

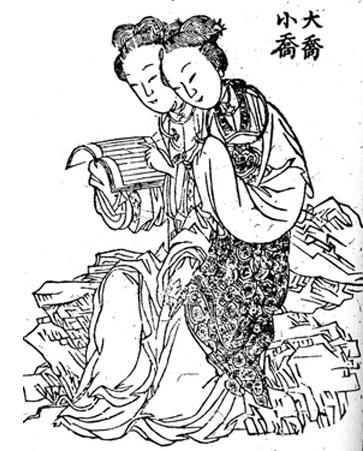
Portrait de Da Qiao et Xiao Qiao datant de la dynastie Qing.

Les deux Qiao de Jiangdong sont deux sœurs de la famille Qiao qui vivaient à la fin des années de la dynastie Han. Leurs noms n'ont pas été enregistrés dans l'histoire, elles sont simplement appelées Da Qiao (littéralement : « grande Qiao ») et Xiao Qiao (littéralement : « jeune Qiao »). Elles étaient nés dans le comté de Wan (皖县).
Da Qiao a épousé le seigneur de guerre Sun Ce, qui a établi les fondements du Royaume de Wu dans la période des Trois Royaumes de Chine, tandis que Xiao Qiao a été mariée au général Zhou Yu, qui a servi Sun Ce puis son successeur Sun Quan.